# Polypodium kunzeanum
Polypodium kunzeanum là một loài dương xỉ trong họ Polypodiaceae. Loài này được C. Chr. mô tả khoa học đầu tiên năm 1906.